# Situacionismo
El movimiento situacionista o situacionismo sería la denominación del pensamiento y la práctica en la política y las artes inspirada por la Internacional Situacionista (1957-1972), si bien el sustantivo situacionismo suele ser rechazado por los autores del mismo.Ahora bien, pro-situs es otra denominación usual para los seguidores de la Internacional Situacionista (IS), es decir quiénes, sin pertenecer a la IS, se reconocen herederos de este colectivo.
Esta corriente, cuyo planteamiento central es la creación de situaciones, emergió debido a una convergencia de planteamientos del marxismo y del avant-garde como la Internacional Letrista y el Movimiento para una Bauhaus Imaginista (MIBI). En 1968 el movimiento propuso el comunismo consejista como orden social ideal.

## Definiciones
Los propios situacionistas afirman como definiciones con las que trabajar:

Situación construida: momento de la vida construido concreta y deliberadamente para la organización colectiva de un ambiente unitario y de un juego de acontecimientos.

Situacionista: todo lo relacionado con la teoría o la actividad práctica de la construcción de situaciones. El que se dedica a construir situaciones. Miembro de la Internacional Situacionista.

Situacionismo: vocablo carente de sentido, forjado abusivamente por derivación de la raíz anterior. No hay situacionismo, lo que significaría una doctrina de interpretación de los hechos existentes. La noción de situacionismo ha sido concebida evidentemente por los antisituacionistas.
(Publicado en el número 1 de Internationale Situationniste, 1 de junio de 1958)

A pesar de ello, ha perdurado como etiqueta general para englobar a los autores de una concreta línea ideológica encabezada por Guy Debord y los demás participantes de la Internacional Situacionista.

## Historia
La Internacional Situacionista se formó en un encuentro en la ciudad italiana de Cosio d'Arroscia en el 28 de julio de 1957 con la fusión de algunos grupos de arte vanguardista: la Internacional Letrista, el Movimiento Internacional por un Bauhaus Imaginista y la Asociación Psicogeográfica de Londres. Los grupos se juntaron deseando revivir el potencial político radical del surrealismo. La IS después tomó ideas del grupo comunista de izquierda Socialismo o Barbarie.
Ya en 1950, la Internacional Letrista era muy activa en provocar travesuras al estilo happening. Durante la misa de pascua en Notre Dame en París, ellos infiltraron a Michel Mourre, quien se vistió como un monje, se paró frente a un altar y leyó un panfleto proclamando que dios estaba muerto.
Este movimiento empieza a surgir en la década de 1950, y una de sus primeras inspiradoras será la Internacional Letrista, movimiento artístico-intelectual que luego se integrará en la Internacional Situacionista (1957-1972). También la Revolución Húngara de 1956 tendrá una significativa influencia en su gestación.
El miembro más famoso del grupo siempre fue Guy Debord, pero otros miembros destacados incluyeron el pintor neerlandés Constant Nieuwenhuys, el escritor italo-escocés Alexander Trocchi, el historiador tunecino Mustapha Khayati, el artista inglés Ralph Rumney, el escandinavo Asger Jorn (el cual después de salir de la IS fundó el Instituto Escandinavo de Vandalismo Comparado), el arquitecto húngaro Attila Kotanyi, la escritora francesa Michèle Bernstein, y por supuesto el belga Raoul Vaneigem. Debord y Bernstein después se casaron.
En 1962, se organiza por iniciativa de siete miembros disidentes de la Internacional Situacionista (Nash, Fazakerley, Thorsen, De Jong, Elde, Strid y Hans Peter Zimmer) la llamada Segunda Internacional Situacionista, que no prosperará.
La filosofía situacionista tendrá un importante papel ideológico en el desarrollo de las jornadas de Mayo del 68 francés, asimismo influyeron sobre grupos como la Angry Brigade (1970-1972) o el Movimiento Ibérico de Liberación (1971-1973). Aquí pues vale resaltar el importante e influyente libro de Guy Debord La sociedad del espectáculo (1967) en el cual apoyándose de la obra comparada de Hegel y Marx, se actualizan las reflexiones de la Escuela de Fráncfort y de György Lukács sobre la reificación para la situación del capitalismo de consumo tardío. 
Otro importante tratado teórico fue escrito por Raoul Vaneigem, es La revolución de la vida cotidiana o La revolución de todos los días, un libro de 1967. Vaneigem era belga, filósofo y exmiembro de la Internacional Situacionista (1961-1970). Es un análisis de la afectación de la vida cotidiana por parte del sistema autoritario capitalista y de la reducción del mundo a mercancía, trazando perspectivas para un cambio radical en la vida cotidiana tanto individual como colectiva, afirmando que el punto esencial de la emancipación no es otro más que cambiar la vida.
Previo a ambos libros fue publicado en 1966 el polémico folleto "De la miseria en el medio estudiantil considerada en sus aspectos económico, político, psicológico, sexual y sobre todo intelectual, y de algunas formas para ponerle remedio", escrito por el situacionista tunecino Mustapha Khayati a partir de los consejos de Debord. El folleto sería inmediatamente difundido en la Universidad de Estrasburgo por estudiantes pro-situs que rápidamente imprimieron 10.000 copias del folleto con fondos de la universidad y las distribuyeron durante una ceremonia que marcó el comienzo del año académico. La distribución del folleto estuvo acompañada de otras acciones al interior de la universidad que generaron el escándalo de las autoridades universitarias. Y posteriormente la protesta en los medios locales, nacionales e internacionales, lo que conllevo importantes consecuencias para los estudiantes quiénes fueron expulsados. Este texto marcaría el escenario previo al Mayo Francés y al denominado "segundo asalto del proletariado a la sociedad de clases". Dentro del folleto se hacía referencia a la organización estudiantil japonesa Zengakuren cercanos ideológicamente a la Internacional Situacionista.
En 1972, la Internacional Situacionista se autodisuelve, teniendo para ese momento únicamente dos miembros: Guy Debord y Gianfranco Sanguinetti (de la sección italiana de la IS). Luego algunos de sus miembros fundaron en 1974 la llamada Antinacional Situacionista, de vida efímera.
Algunos grupos de situacionistas han prolongado o reestructurado la existencia de organizaciones o propuestas paralelas hasta la actualidad, como la Internacional Antiteocrática Insurreccional.
Las principales organizaciones promotoras o influenciadas por el situacionismo serían:
- Internacional Letrista (1952-1957)
- Internacional Situacionista (1957-1972)
- Segunda Internacional Situacionista (1962)
- PointBlank! (1970-...)
- Angry Brigade (1970-1972)
- Movimiento Ibérico de Liberación (1971-1973)
- Antinacional Situacionista (1974)
- Internacional Antiteocrática Insurreccional
- Movimiento de liberación «Songo Sango Líber» (1974-...)
- Revista Tiqqun (1999-2001).
- Revista de información crítica NOTON (activa actualmente).

## Internacional Situacionista
La Internacional Situacionista (IS) era una organización de intelectuales revolucionarios, entre cuyos principales objetivos estaba el de acabar con la sociedad de clases que actuaba como sistema opresivo y el de combatir el sistema ideológico contemporáneo de la civilización occidental: la llamada dominación capitalista. La IS llegaba ideológicamente hablando a la mezcla de diferentes movimientos revolucionarios aparecidos desde el siglo XIX hasta sus días, notablemente del pensamiento marxista de Anton Pannekoek, Rosa Luxemburgo, György Lukács, así como de corrientes como las de comunismo de consejo o «consejismo» y las de izquierda comunista.
Comúnmente se considera a la IS una de las principales impulsoras ideológicas de los acontecimientos sociales acaecidos en Francia en mayo de 1968. En 1972 la Internacional Situacionista se autodisuelve, pasando algunos de sus miembros a fundar en 1974 la llamada Antinacional Situacionista, de vida efímera.
Los miembros de la extinta revista Tiqqun (1999-2001) se consideran herederos del situacionismo — Julien Boudart, Fulvia Carnevale, Julien Coupat, Junuis Frey, Joël Gayraud, Stephan Hottner y Remy Ricordeau. El documento «¿Cómo hacer?», escrito en 2001, integraría el espíritu social, político y artístico del situacionismo.

## Conceptos importantes
Para comprender el legado teórico de la internacional situacionista es necesario familiarizarse con algunos conceptos de uso tanto en el arte como en la política revolucionaria y en la vida diaria o en todo esto al mismo tiempo.
- El detournement habla sobre la posibilidad artística y política de tomar algún objeto creado por el capitalismo y el sistema político hegemónico y distorsionar su significado y uso original para producir un efecto crítico.
- La recuperación habla sobre la posibilidad siempre presente de que ideas y cosas revolucionarias o radicales puedan ser incorporados a las lógicas dominantes por medio de la comodificación o la mera exposición vaciada de contenido.
- La deriva propone una reflexión a las formas de ver y experimentar la vida urbana dentro de la propuesta más amplia de la psicogeografía. Así en vez de ser prisioneros a una rutina diaria, se planteaba seguir las emociones y mirar a las situaciones urbanas en una forma nueva radical.
- En la psicogeografía se pretende entender los efectos y las formas del ambiente geográfico en las emociones y el comportamiento de las personas.
- La creación de situaciones alude a una situación construida como un momento de la vida construido concreta y deliberadamente para la organización colectiva de un ambiente unitario y de un juego de acontecimientos. Es decir, tanto la realidad como los acontecimientos son fruto de una construcción previa minuciosamente preparada por poderes fácticos y legitimada por los medios de comunicación que juegan un papel fundamental en la creación de acontecimientos.